# 麦克明维尔 (田纳西州)
麦克明维尔（McMinnville）位于美国田纳西州中部，是沃伦县的县治所在，面积25.9平方公里。根据美国人口调查局2000年统计，共有12,749人，其中白人占88.42%、非裔美国人占4.15%。